# Jan II van Brosse
Jan II van Brosse (circa 1423 - 6 augustus 1482) was van 1454 tot aan zijn dood graaf van Penthièvre. Hij behoorde tot het huis Brosse. 

## Levensloop
Jan II was de oudste zoon van Jan I van Brosse, maarschalk van Frankrijk, en diens echtgenote Jeanne de Naillac, vrouwe van La Motte-Jolivet. In 1449 werd hij benoemd tot kamerheer van de Franse koning.
Op 18 juni 1437 huwde hij met Nicole van Châtillon (1424-1480), dochter van Karel van Châtillon, heer van Avaugour. Na het overlijden van haar oom Jan van Châtillon in 1454 volgden Nicole en Jan II hem op als graaf van Penthièvre. Het echtpaar regeerde samen tot aan Nicoles dood in 1480, waarna Jan II alleen regeerde. In 1479 beëindigden Nicole en Jan hun aanspraken op het hertogdom Bretagne.
Jan liet eveneens de donjon van Fouras herbouwen. In augustus 1482 stierf hij op ongeveer 59-jarige leeftijd. 

## Nakomelingen
Jan II en zijn echtgenote Nicole kregen zes kinderen:
- Jan III (overleden in 1502), graaf van Penthièvre
- Anton, huwde in 1502 met Jeanne de La Praye
- Pauline (1450-1479), huwde in 1471 met Jan van Bourgondië, graaf van Nevers
- Claudine (1450-1513), huwde in 1485 met hertog Filips II van Savoye
- Bernarde (overleden in 1485), huwde in 1474 met markgraaf Willem VIII van Monferrato
- Helena (overleden in 1484), huwde in 1483 met markgraaf Bonifatius III van Monferrato